# 근본주의
종교에 있어 근본주의(根本主義, 영어: fundamentalism) 또는 원리주의(原理主義)는 특정 그룹이나 개인들이 경전, 교리 또는 이념을 엄격히 문자적으로 해석하고, 내집단과 외집단을 명확히 구분하려는 강한 신념으로 특징지어지는 경향이다. 이러한 경향은 "순수성"에 대한 개념을 강조하고, 구성원들이 멀어졌다고 믿는 이전의 이상적 상태로 돌아가려는 욕구를 동반한다. 이 용어는 일반적으로 종교와 관련하여 사용되며, 근본적인 원칙들에 대한 확고한 집착을 나타낸다.
학자들은 근본주의를 대체로 현대적인 종교 현상으로 간주한다. 이는 모더니즘 사상 아래에서 종교가 재해석되고, 동시에 종교 및 사회 전반에 걸쳐 발생하는 모더니즘적, 세속주의적, 자유주의적, 그리고 교회 일치 운동 경향에 반발하여 종교를 구체화하려는 반응으로 이해된다.
상황에 따라 근본주의라는 용어는 중립적인 특성을 넘어 부정적 의미로 사용되기도 한다. 이는 정치적 관점을 우익 또는 좌익으로 지칭할 때 부정적 뉘앙스를 가질 수 있음과 유사하다.

## 종교별 근본주의

### 불교
불교 근본주의는 미얀마와 같은 국가에서 찾아볼 수 있으며, 다른 종교 및 민족 집단을 대상으로 구분하려는 경향성으로 대표된다. 불교가 지배적인 국가인 미얀마에서는 특히 2013년 반이슬람 폭동과 2016년 이후 발생한 로힝야족 박해와 관련된 사건들 동안, 이슬람 소수집단과 불교 다수집단 간의 긴장이 심화되었다.
스리랑카에서도 불교 근본주의가 나타난다. 불교가 지배적인 스리랑카에서는 특히 2014년 반이슬람 폭동과 2018년 반이슬람 폭동 중에 보두 발라 세나(Bodu Bala Sena)와 같은 강경 단체에 의해 선동되어 발생한 소요가 있었다.
불교 근본주의는 상좌부 불교, 대승불교, 밀교의 세 주요 교파에서 과거와 현재에 모두 나타난다. 상좌부 불교가 지배적인 사회에서의 위 사례들 외에도, 19세기 티베트 라마 파봉카(Pabongkhapa)가 보호신인 도르제 슉덴(Dorje Shugden)에 대한 교리를 구체화한 것은 밀교 근본주의 사례로 볼 수 있다. 도르제 슉덴은 림에 운동(Rimé -)을 박해하는 데 중요한 도구로 사용되었는데, 이 운동은 삭야(Sakya), 카규(Kagyu), 닝마(Nyingma) 전통의 가르침을 융합한 포용적 운동이었다. 파봉카는 초기에는 포용적 태도를 보였으나, 겔룩파가 아닌 전통 외부의 가르침을 받은 것에 대해 도르제 슉덴이 불만을 표시했다고 믿게 된 후, 비겔룩파 전통의 혼합을 반대하는 부흥 운동을 시작했다. 도르제 슉덴은 "겔룩 전통을 폭력적 수단으로 보호하며, 심지어 적을 죽이는 것"이 그가 하는 일로 제시되었다. 그러나 여기서 겔룩의 적은 주로 다른 학파의 구성원이 아니라 겔룩 전통 내부에서 다른 전통(특히 닝마의 '족첸') 요소를 섞는 구성원을 지칭했다.
일본에서는 대승불교의 일련종 종파 일부 구성원들 사이에서 샤쿠부쿠라는 방식이 대표적인 사례로 나타난다. 샤쿠부쿠는 다른 종파를 결함이 있거나 악한 것으로 강하게 비판하며 전도를 시도하는 방식이다.

### 기독교
기독교 근본주의는 모더니즘 신학에 반대하여 특정 신학적 교리에 대한 엄격한 준수를 요구하는 사상으로, 조지 마스덴(George Marsden)에 의해 정의되었다.
근본주의 운동은 19세기 후반 프린스턴 신학교의 보수적 장로교 신학자들 사이에서 시작되었다. 이 운동은 곧 침례교와 1910년에서 1920년 사이 다른 교단의 보수주의자들 사이로 확산되었다. 운동의 목적은 주요 신학적 교리를 재확인하고, 자유주의 신학과 고등비평의 도전에 맞서 이를 방어하는 것이었다.
근본주의의 개념은 1878년부터 1897년까지 매년 개최된 나이아가라 성경 회의에서 비롯되었다. 이 회의에서 근본적인 기독교 신앙의 핵심 교리로 간주되는 원칙들이 정의되었다.
기독교 근본주의는 밀턴(Milton)과 라이먼 스튜어트(Lyman Stewart) 형제가 1910년에서 1915년 사이에 발행한 12권의 소책자인 《근본 원리들: 진리에 대한 증언》(The Fundamentals: A Testimony To The Truth)을 통해 본격화되었다. 이 소책자들은 현대 기독교 근본주의의 토대로 여겨진다.
1910년, 미국 장로교 총회는 기독교 근본주의의 기초가 되는 다섯 가지 원칙을 다음과 같이 확립했다.
1. 성경 영감설 및 성서무오설
2. 예수의 동정녀 탄생
3. 그리스도의 죽음이 죄를 위한 대속임을 믿음
4. 예수의 육체적 부활
5. 예수의 기적의 역사적 실재성

1920년, 침례교 신문 《워치맨 이그재미너》(The Watchman Examiner)의 편집자인 커티스 리 로즈(Curtis Lee Laws)는 "근본주의자(fundamentalist)"라는 용어를 처음으로 인쇄물에서 사용했다. 로즈는 기독교 신앙의 근본 원칙을 위해 싸우는 기독교인들을 "근본주의자"라고 불러야 한다고 제안했다.
이처럼 근본주의라는 용어는 원래 기독교의 다섯 가지 전통적 신학적 교리를 설명하기 위해 지지자들에 의해 만들어졌으며, 20세기 초 미국 개신교 공동체 내에서 스스로 근본주의를 칭하는 이들의 체계적인 운동으로 발전되었다. 이들은 기독교, 이슬람, 유대교를 한 범주인 아브라함 종교로 묶는 것 역시 거부했다.
이에 반해, 빌리 그레이엄 복음 전도 협회(Billy Graham Evangelistic Association)와 같은 복음주의 단체들은 《근본 원리들》에 표현된 근본주의 원칙에 일반적으로 동의하지만, 근본 교리를 고수하지 않는 종교 단체들과의 행사에 참여할 의향을 종종 보인다.

## 같이 보기
- 기독교 근본주의
- 복음주의
- 신복음주의
- 신근본주의
- 개혁주의